# Liste der Staatsoberhäupter 1140
Übersicht
◄◄ | ◄ | 1136 | 1137 | 1138 | 1139 | Liste der Staatsoberhäupter 1140 | 1141 | 1142 | 1143 | 1144 | ► | ►►

Weitere Ereignisse

## Afrika
- Ägypten (Fatimiden)
  - Sultan: al-Hafiz (1130–1149)

- Almohaden
  - Kalif: Abd al-Mu'min (1130–1163)

- Almoraviden
  - Herrscher: Ali ibn Yusuf ibn Taschfin (1106–1143)

- Äthiopien
  - Kaiser (Negus Negest): Gebra Maskal Lalibela (1119–1159)

- Hammadiden (im Osten Algeriens)
  - Herrscher: Yahya ibn al-Aziz (1121–1152)

- Ifriqiya (Ziriden) (Tunesien)
  - Herrscher: Al-Hassan ibn Ziri (1121–1152)

- Kanem
  - König: Bir I. (1133–1160)

- Makuria
  - König: Giorgios IV. (1130–1158)

## Asien
- Bagan
  - König: Alaungsithu (1113–1167)

- Champa
  - König: Jaya Indravarman III. (1129–1145)

- China
  - Jin-Dynastie (in Nordchina)
    - Kaiser: Xizong (1135–1149)

  - Nördliche Song
    - Kaiser: Gaozong (1127–1162)

  - Xi Xia
    - Kaiser: Rénzōng (1139–1193)

- Georgien
  - König: Dimitri I. (1125–1155) (1155–1156)

- Ghaznawiden (in Nordwest-Indien)
  - Sultan: Bahram Shah (1118–1157)

- Indien
  - Westliche Chalukya (in Westindien)
    - König: Jagadekamalla (1138–1151)

  - Chola (in Südindien)
    - König: Kulothunga Chola II. (1133–1150)

  - Hoysala (im heutigen Karnataka)
    - König: Vishnuvardhana (1108–1152)

  - Kaschmir (Lohara-Dynastie)
    - König: Vijaya Simha (1128–1155)

- Iran (Choresmier)
  - Sultan:  Ala ad-Din Atsiz (1128–1156)

- Japan
  - Kaiser: Sutoku (1123–1142)

- Kalifat der Abbasiden
  - Kalif: al-Muqtafī bi-'llāh (1136–1160)

- Kara Kitai
  - Khan: Tianyouwuliedi (1124–1144)

- Kambuja (Khmer)
  - König: Suryavarman II. (1113–1150)

- Kleinarmenien
  - Fürst: Leon I. (1129–1140)
  - Fürst:  Stephan I. (1140–1144)

- Korea (Goryeo-Dynastie)
  - König: Injong (1122–1146)

- Kreuzfahrerstaaten
  - Königreich Jerusalem
    - Königin: Melisende (1131–1153)

  - Fürstentum Antiochia
    - Fürstin: Konstanze (1130–1163)

  - Grafschaft Edessa
    - Graf: Joscelin II. (1131–1149)

  - Grafschaft Tripolis
    - Graf: Raimund II. (1137–1152)

- Seldschuken
  - Großseldschuken
    - Sultan: Ahmad Sanjar (1118–1153) (in Nischapur)

  - Beide Irak
    - Sultan: Dawud ibn Mahmud (1131–1132) in Isfahan, (1135–1143) in Täbris
    - Sultan: Mas'ud (1132–1134) in Isfahan (1134–1152) (in Hamadan)

  - Kerman
    - Sultan: Arslan Schah (1101–1142)

  - Rum-Seldschuken
    - Sultan: Mas'ud I. (1116–1156)

- Vietnam (Lý-Dynastie)
  - Kaiser: Lý Thiên Tộ (1138–1175)

## Europa
- Byzantinisches Reich
  - Kaiser: Johannes II. Komnenos (1118–1143)

- Dänemark
  - König: Erik III. (1137–1146)

- England
  - König: Stephan von Blois (1135–1141) (1141–1154)

- Frankreich
  - König: Ludwig VII. (1137–1180)
  - Angoulême
    - Graf: Vulgrin II. Taillefer (1120–1140)
    - Graf: Wilhelm VI. Taillefer (1140–1179)

  - Anjou
    - Graf: Gottfried V. (1129–1151)

  - Aquitanien
    - Herzogin: Eleonore (1137–1204)
    - Herzog: Ludwig VII. von Frankreich (1137–1152) (de iure uxoris)

  - Armagnac
    - Graf: Géraud III (1110–1160)

  - Auvergne (Grafschaft)
    - Graf: Robert III. (1136–1147)

  - Auxerre
    - Graf: Wilhelm II. (1097–1147)

  - Bar
    - Graf: Rainald I. (1105–1149)

  - Blois
    - Graf: Theobald IV. (1102–1152)

  - Boulogne
    - Graf: Mathilda von Boulogne I. (1125–1151)

  - Bourbon
    - Herr: Archambault VII. (1120–1171)

  - Bretagne
    - Herzog: Conan III. (1112–1148)

  - Burgund (Herzogtum)
    - Herzog: Hugo II. (1103–1143)

  - Burgund (Freigrafschaft)
    - Pfalzgraf: Rainald III. (1127–1148)

  - Carcassonne
    - Vizegraf: Roger I. Trencavel (1129–1150)

  - Champagne
    - Graf: Theobald II. (1102–1152)

  - Chartres
    - Graf: Theobald IV. (1102–1152)

  - Clermont
    - Graf: Rainald II. (1101–1157)

  - Comminges
    - Graf: Bernard I. (um 1105–um 1145)

  - Dauphiné
    - Graf: Guigues V. (1120–1162)

  - Dreux
    - Graf: Robert I. der Große (1137–1184)

  - Eu
    - Graf: Heinrich I. (1096–1140)
    - Graf: Johann I. (1140–1170)

  - Foix
    - Graf: Roger III. (1124–1148)

  - Forcalquier
    - Graf: Bertrand III. (1129–1149)

  - Forez
    - Graf: Guigues II. (1138–1198)

  - Guînes
    - Graf: Arnold I. (1137–1169)

  - Limoges
    - Vizegraf: Adémar IV. (1139–1148)

  - Mâcon
    - Graf: Wilhelm III. (1102–1157)

  - Marche
    - Graf: Aldebert III. (1123–1145)

  - Maine
    - Graf: Gottfried Plantagenet (1128–1151)

  - Nantes
    - Graf: Conan II. (1112–1148)

  - Narbonne
    - Vizegraf: Alfons I. (1134–1143)

  - Nevers
    - Graf: Wilhelm II. (1097–1147)

  - Normandie
    - Herzog: Eustach IV. (1137–1144)

  - Penthièvre
    - Graf: Gottfried II. Boterel (1138–1148)

  - Périgord
    - Graf: Elie IV. (1117–um 1146)

  - Poitou
    - Gräfin: Eleonore von Aquitanien (1137–1204)

  - Provence
    - Graf: Berengar Raimund I. (1131–1144)

  - Rethel
    - Graf: Odo von Vitry (1124–1158) (iure uxoris)

  - Rodez
    - Graf: Hugo I. (1135–1159)

  - Rouergue
    - Graf: Alfons Jordan (1120–1148)

  - Saint-Pol
    - Graf: Hugo III. Candavène (1122–1143)

  - Sancerre
    - Graf: Theobald IV. (1102–1152)

  - Soissons
    - Graf: Renaud II. (1118–1146)

  - Tonnerre
    - Graf: Wilhelm II. (1097–1147)

  - Grafschaft Toulouse
    - Graf: Alfons Jordan (1108–1148)

  - Uzès
    - Herr: Bermond I. d’Uzès (1138–1181)

  - Vaudémont
    - Graf: Hugo I. (1118–1165)

  - Vendôme
    - Graf: Johann I. (1137–1180)

- Heiliges Römisches Reich
  - König: Konrad III. (1138–1152)
  - weltliche Fürstentümer
    - Baden
      - Markgraf: Hermann III. (1130–1160)

    - Bayern
      - Herzog: Leopold (1139–1141)

    - Berg
      - Graf: Adolf II. (1106–1160)

    - Böhmen
      - Herzog: Soběslav I. (1125–1140)
      - Herzog: Vladislav II. (1140–1172)

    - Brabant
      - Landgraf: Gottfried II. (1139–1142)

    - Flandern
      - Graf: Dietrich von Elsass (1128–1168)

    - Geldern
      - Graf: Heinrich I. (1131–1182)

    - Hennegau
      - Graf: Balduin IV. (1120–1171)

    - Hohenzollern
      - Graf: Friedrich II. (1125–1142)

    - Holland
      - Graf: Dietrich VI. (1121–1157)

    - Holstein
      - Graf: Heinrich von Badewide (1137–1142)

    - Jülich
      - Graf: Gerhard VI. (1138–1142)

    - Kärnten
      - Herzog: Ulrich I. (1135–1144)

    - Kleve
      - Graf: Arnold I. (1119–1147)

    - Lausitz
      - Markgraf: Konrad der Große (1136–1157)

    - Limburg
      - Herzog: Heinrich II. (1139–1167)

    - Lippe
      - Herr: Bernhard I. (vor 1123–1158)

    - Lothringen (Herrscherliste)
      - Niederlothringen
        - Herzog: Gottfried VII. (1139/1140–1142)

      - Oberlothringen
        - Herzog: Matthäus I. (1139–1176)

    - Luxemburg
      - Graf: Heinrich IV. (1136–1196)

    - Markgrafschaft Meißen
      - Markgraf: Konrad der Große (1125–1157)

    - Namur
      - Graf: Heinrich der Blinde (1139–1189)

    - Nassau
      - Graf: Ruprecht I. (1123–1154)

    - Nordmark
      - Markgraf: Albrecht der Bär (1134–1157/70) (nennt sich ab 1157 Markgraf von Brandenburg)

    - Nürnberg
      - Burggraf: Konrad I. von Raabs (um 1137–1143)

    - Oldenburg
      - Graf: Egilmar II. (1108–1142)

    - Ortenberg
      - Graf: Rapoto I. (1134–1186)

    - Österreich
      - Markgraf: Leopold IV.  (1136–1141)

    - Pfalz
      - Pfalzgraf: Heinrich Jasomirgott (1139–1142)

    - Saarbrücken
      - Graf: Simon I. (1135–1182)

    - Sachsen
      - Herzog: Albrecht I. (1138–1142)

    - Schwaben
      - Herzog: Friedrich II. der Einäugige (1105–1147)

    - Steiermark
      - Markgraf: Ottokar III.  (1129–1164)

    - Thüringen
      - Landgraf: Ludwig I. (1131–1140)
      - Landgraf: Ludwig II. (1140–1172)

    - Veldenz
      - Graf: Gerlach I. (1121–1146)

    - Württemberg
      - Graf: Konrad II. (1110–1143)

    - Zähringen
      - Herzog: Konrad I. (1122–1152)

- Italien
  - Kirchenstaat
    - Papst: Innozenz II. (1130–1143)

  - Montferrat
    - Markgraf: Wilhelm V. (1135/36–1191)

  - Saluzzo
    - Markgraf: Manfred I. (1130/48–1175)

  - Savoyen
    - Graf: Amadeus III. (1103–1148)

  - Sizilien
    - König: Roger II. (1105–1154) (bis 1130 Graf)

  - Venedig
    - Doge: Pietro Polani (1130–1148)

- Norwegen (Herrschaft umstritten)
  - König: Inge Krogrygg (1137–1161)

- Polen
  - Seniorherzog: Władysław II., der Vertriebene (1138–1146)

- Portugal
  - König: Alfons I. (1112–1185) (bis 1139 Graf)

- Russland
  - Kiew
    - Großfürst: Isjaslaw II. (1139–1146)

- Schlesien
  - Herzog: Władysław II., der Vertriebene (1138–1146)

- Schottland
  - König: David I. (1124–1153)

- Schweden
  - König: Sverker I. (1130–1156)

- Serbien
  - Großžupan: Uroš I. (1118–1140)
  - Großžupan: Uroš II. (1140–1161)

- Spanien
  - Almoraviden: siehe Afrika
  - Aragon
    - Königin: Petronella (1137–1162)

  - Cerdanya
    - Graf: Raimund Berengar IV. (1131–1162)

  - Galicien
    - König: Alfons VII. (1112–1154)

  - Kastilien (1072–1157 Personalunion mit León)
    - König: Alfons VII. (1126–1157)

  - León (1072–1157 Personalunion mit Kastilien)
    - König: Alfons VII. (1126–1157)

  - Navarra
    - König: García IV. Ramírez (der Restaurator) (1134–1150)

  - Urgell
    - Graf: Ermengol VI. (1102–1153)

- Ungarn
  - König: Béla II. (1131–1141)